# Bistum Recanati

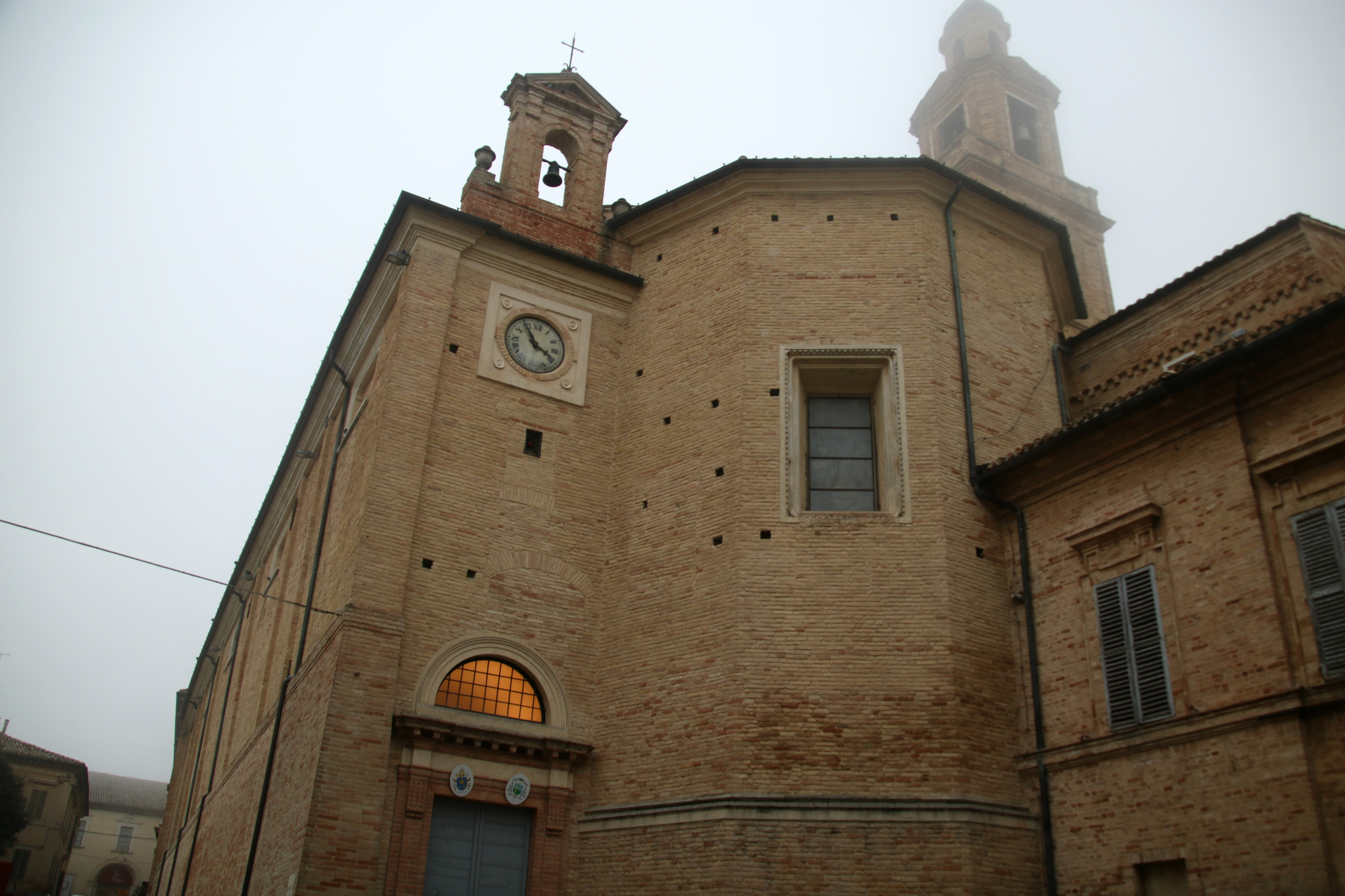
Co-Kathedrale von San Flaviano (Recanati)

Das Bistum Recanati (lateinisch Recinetensis) war ein römisch-katholisches Bistum in Italien mit Sitz in Recanati, Marken.

## Geschichte
Es wurde am 22. November 1239 gegründet. Am 9. Februar 1592 wurde es mit dem Bistum Loreto zum Bistum Recanati e Loreto vereinigt. Am 15. September 1934 wurde der Name zurück in Bistum Recanati geändert, und Loreto mit dem Marienheiligtum wurde am 11. Oktober 1935 als Apostolische Administratur Loreto aus dem Bistum herausgelöst.
Am 25. Januar 1985 wurde es mit den Bistümern Macerata e Tolentino, Osimo e Cingoli und Teilen des Bistums San Severino-Treia zum Bistum Macerata-Tolentino-Recanati-Cingoli-Treia vereinigt.
Anfangs verlor es häufiger den Status als Bistum, wegen der päpstlichen Politik, und erlangte diesen wieder.
Der Dom San Flaviano ist Konkathedrale und Basilica minor.
Am 17. Dezember 2022 erneuerte Papst Franziskus das ehemalige Bistum als Titularsitz und vergab es am 21. April 2023 erstmals an den Zeremonienmeister für die Liturgischen Feiern des Papstes, Erzbischof Diego Giovanni Ravelli.

## Bischöfe

### Bistum Recanati
Errichtet: 1239
- Giovanni Vitelleschi (1431–1435 ernannt zum Lateinischen Patriarchen von Alexandria)

...
- Teseo de Cupis (1507–1516 zurückgetreten)[7][8]
- Luigi Tasso (1516–1520 verstorben)
- Giovanni Domenico de Cupis (1522–1548 zurückgetreten)
- Paolo de Cupis (1548–1553 verstorben)
- Giovanni Domenico de Cupis (1553 zurückgetreten)
- Filippo Roccabella (1553–1571 verstorben)
- Gerolamo Melchiori (1571–1573 zurückgetreten)
- Galeazzo Moroni (1573–1592 zurückgetreten)

### Bistum Recanati e Loreto
Lateinisch Recinetensis et ab Alma Domo Lauretana
9. Februar 1592: Vereinigung mit den Bistum Loreto.
- Rutilio Benzoni (1592–1613 verstorben)
- Agostino Galamini, O.P. (1613–1620 ernannt zum Bischof von Osimo)
- Giulio Roma (1621–1634 ernannt zum Bischof von Tivoli)
- Amico Panici (1634–1661 verstorben)
- Giacinto Cordella (1666–1675 verstorben)
- Alessandro Crescenzi, C.R.S. (1676–1682 zurückgetreten)[9]
- Guarnerio Guarnieri (1682–1689 verstorben)[9]
- Raimondo Ferretti (1690–1692 ernannt zum Erzbischof von Ravenna)[9]
- Lorenzo Gherardi (1693–1727 verstorben)[9]
- Benedetto Bussi (1727–1728 verstorben)[9]
- Vincenzo Antonio Maria Muscettola (1728–1746 verstorben)[9]
- Giovanni Battista Campagnoli (1746–1749 verstorben)
- Giovanni Antonio Bacchetoni (1749–1767 verstorben)
- Ciriaco Vecchioni (1767–1787 verstorben)
- Felice Paoli (1800–1806 verstorben)
- Stefano Bellini (1807–1831 verstorben)
- Alessandro Bernetti (1831– 1846 verstorben)
- Francesco Brigante Colonna (1846–1855 verstorben)
- Giovanni Francesco Magnani (1855–1861 verstorben)
- Giuseppe Cardoni (1863–1867 zurückgetreten)
- Tommaso Gallucci (1867–1897 verstorben)
- Guglielmo Giustini (1898–1903 verstorben)
- Vittorio Amedeo Ranuzzi de’ Bianchi (1903–1911 zurückgetreten)
- Alfonso Andreoli (1911–1923 verstorben)
- Aluigi Cossio (1923–1955 zurückgetreten)

Name geändert: 15. September 1934
Kirchenprovinz: Immediat
- Emilio Baroncelli (1955–1968 zurückgetreten)
- Francesco Tarcisio Carboni (1976–1985 ernannt zum Bischof von Macerata–Tolentino–Recanati–Cingoli–Treia)

25. Januar 1985: Vereinigt mit dem Bistum Macerata e Tolentino, dem Bistum Osimo e Cingoli, und dem Bistum San Severino-Treia zum Bistum Macerata-Tolentino-Recanati-Cingoli-Treia